# カール・オイゲン (ヴュルテンベルク公)

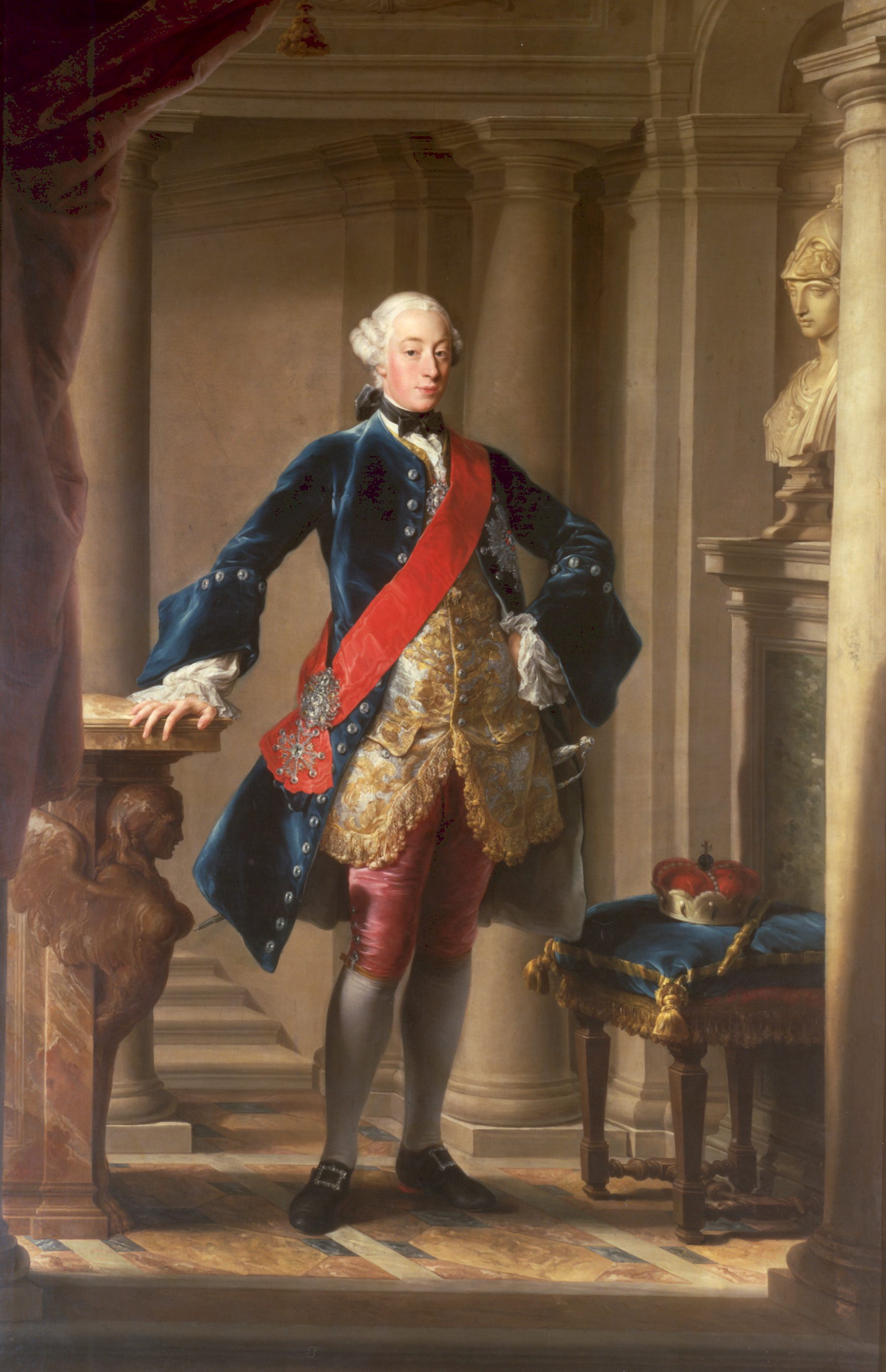
カール・オイゲン

カール・オイゲン（Karl Eugen, 1728年2月11日 - 1793年10月24日）は、ヴュルテンベルク公（在位：1737年 - 1793年）。カール・アレクサンダーとトゥルン・ウント・タクシス侯アンゼルム・フランツの娘マリー＝アウグステの間の長男。ルートヴィヒ・オイゲン、フリードリヒ2世オイゲンの兄。

## 生涯
1728年、当時ヴィンネンタール公だったカール・アレクサンダーと妃マリー＝アウグステの間の長男としてブリュッセルに生まれた。1737年に父の死と同時に僅か9歳でヴュルテンベルク公爵位を相続したが、余りに幼いため傍系の親族であるヴュルテンベルク＝ノイエンシュタット公カール・ルドルフ（1738年に死去）、次いでヴュルテンベルク＝エールス公カール・フリードリヒが摂政として公国を治めた。カール・オイゲンはプロイセン王フリードリヒ2世の宮廷で教育を受けた。
1744年、カール・オイゲンはブランデンブルク＝バイロイト辺境伯フリードリヒと妃ヴィルヘルミーネの一人娘でプロイセン王フリードリヒ2世の姪でもあるエリーザベト・フリーデリケ・ゾフィーと結婚した。夫妻の間に生まれた一人娘は生後13カ月で亡くなり、エリーザベトは1756年に夫の許を去って実家のバイロイト宮廷に戻り、1780年に亡くなったが、2人は決して離婚しなかった。カール・オイゲンは妻エリーザベトを顧みずに数多くの愛妾を囲い、認知しただけでも11人の庶出子をもうけた。カール・オイゲンは1785年に最後の愛人だったフランツィスカ・フォン・ホーエンハイムに伯爵夫人の称号を与えて彼女と貴賤結婚し、さらに晩年の1790年にはフランツィスカを正式な妻としてヴュルテンベルク公妃を名乗らせた。
カール・オイゲンは治世初期には強圧的な為政者であった。彼は1744年、父に重用されたユダヤ人財務顧問で父の死後に刑死したヨーゼフ・ズュース・オッペンハイマーの墓を掘り起こさせ、領民への見せしめとしてオッペンハイマーの死体を鉄の籠の中に吊るして公開した。この死体はその後6年間シュトゥットガルトの絞首台にさらされ続けた。
1751年から1759年にかけ、カール・オイゲンは自分の顧問官で高名な自由主義的法学者だったヨハン・ヤーコプ・モーゼルと激しく対立した。モーゼルが公爵の絶対主義傾向を痛烈に非難したためである。1759年、ついにカール・オイゲンはモーゼルを「体制転覆を意図した文書」を執筆した咎で告発し、5年間モーゼルを投獄した。しかし1764年にモーゼルが解放された際、フリードリヒ2世の仲裁により、カール・オイゲンはモーゼルに以前の官職、地位及び称号を返している。
カール・オイゲンは文学者フリードリヒ・フォン・シラーの最初期の後援者の1人だった。カール・オイゲンは1765年にルートヴィヒスブルクに公共図書館を設置したが、これは現在のバーデン＝ヴュルテンベルク州立図書館の前身である。また、シュトゥットガルトの新宮殿、ソリテュード宮殿、ホーエンハイム宮殿など現在のヴュルテンベルクに残る重要な数多くの宮殿を築かせた。しかし数多くの宮殿の建設をはじめとする彼の莫大な散財のためにヴュルテンベルクの財政は破綻に追い込まれた。このため、カール・オイゲンはフランス政府からの莫大な融資を受けるかわりに、大勢のフランス軍がヴュルテンベルクに駐屯することを認めざるを得なかった。
1793年、ホーエンハイムで死去した。公爵位は弟のルートヴィヒ・オイゲンが相続した。

## 子女
最初の妻エリーザベトとの間に娘を一人もうけたが、幼くして死んだ。
- フリーデリケ（1750年 - 1751年）

この他、数多くの愛妾との間に生まれた11人の非嫡出子を認知している。また、カール・オイゲンには認知していない者も合わせると77人の非嫡出子がいたといわれる。
| 先代 カール・アレクサンダー | ヴュルテンベルク公 1737年 - 1793年 | 次代 ルートヴィヒ・オイゲン |